# جوزيف إم. وارن
جوزيف إم. وارن هو سياسي أمريكي، ولد في 28 يناير 1813 في تروي في الولايات المتحدة، وتوفي بنفس المكان في 9 سبتمبر 1896. نشط حزبياً في الحزب الديمقراطي. وقد انتخب عضو مجلس النواب الأمريكي ‏.